# 소울 컴퍼니
소울 컴퍼니(Soul Company)는 과거 활동하였던 대한민국의 언더그라운드 힙합 레이블이다. 2004년 6월 10일 The Bangerz (더 뱅어즈) 앨범 발매와 동시에 설립되었으며, 수많은 공연과 앨범 발매 및 기타 활동으로 한국 언더그라운드의 대표 레이블로 자리잡았다. 그후로 소울컴퍼니는 2011년 11월까지, 7년 반 간 활동하면서 24명의 아티스트를 배출하고 80장의 앨범을 발표하였으며 11월 27일 마지막 공연을 끝으로 해체하였다. CEO는 Kebee이다. 로고로는 새 모양 로고의 샘을 뜻한다.

## 역사

### 초창기

2009년 8월 열린 Soul Company 단체 공연 "Summer Ground"

Soul Company는 2000년 경 하자센터에서 열린 MC 메타의 힙합 강좌 "힙합방"과, 청소년들을 대상으로 한 힙합 캠프 "Teenfest"가 전신이 되었다. 여기서 친분을 맺은 사람들 중, 이미 2003년 발매된 신의의지 컴필레이션 People & Places vol.1을 통해 어느 정도 인지도를 얻었던 Kebee와 The Quiett을 중심으로 총 16명의 뮤지션이 모였고, 2004년 그들의 첫 컴필레이션 앨범 The Bangerz가 발매되면서 Soul Company는 본격적으로 활동을 시작하였다.
The Quiett을 메인 프로듀서로 하여 음악 활동을 시작한 이들은, 곧 멤버들의 개성적이고 실력 있는 스타일로 매니아들의 인정과 지지를 받았다. Kebee와 The Quiett의 People & Places vol.1 참여로 인해 초반에는 Soul Company가 신의의지에서 갈라져 나온 것으로 오해를 받기도 하였으나, 얼마 안 가 이들의 위치는 오히려 신의의지를 앞서가기 시작하였다.
.

### 전성기
초반에 들어 이들의 음악 스타일은 10대 후반 및 20대 초반과 공감대를 잘 형성하는, 편안하고 감수성 짙은 음악을 주로 선보였다. 이러한 음악은 다수의 10대가 힙합 언더그라운드에 관심을 가지게 되는 기폭제 역할을 하여 언더그라운드 팬층의 세대 교체 및 확장의 원인이 되었다고 후에 평가되었다. 또 Brown Hood, Homeboy Show 등 외부 뮤지션들의 앨범 판매를 대행해주었다. 점차 시간이 지나면서 이들의 음악은 한국 언더그라운드에 큰 영향을 끼쳤으나, 일견에서는 언더그라운드의 음악을 평준화하여 새로운 실험이 나오는 것을 방해하였다는 비판도 잇따랐다. 이에 따라 Soul Company는 Loquence 앨범 등을 통하여 하드코어적인 힙합을 시도하기도 하였다. 이는 신선한 시도로 받아들였지만 또 한편으로는 Big Deal Records의 음악 스타일을 따라한다는 말도 이어졌다.
활동 후 당분간은 멤버가 그대로 유지되었으나, 2006년 DJ Silent를 시작으로 간간히 여러 새 멤버를 영입하였으며, 이 중 전 신의의지 소속이었던 RHYME-A-의 영입과, 음악적으로 The Quiett과 대치된다고 여겨지던 Loptimist의 영입은 이슈가 되었다. 한동안 데모 테입만을 통해 신인을 모집하였으나, 2008년 말에는 첫 공개 오디션인 Microphone Fiend를 개최하여 Crucial Star를 영입하였다.
2010년 4월에는 The Quiett 4집 발매 및 공연 활동이 있었다. 이때부터는 EBS 공감 출연 및 The Quiett의 컬투쇼 라디오 방송 출연 등 "언더그라운드를 넘은" 활동도 간혹 하였으며, 설립 때부터 비정기적이나마 Soul Company Show, Summerground 등의 단체 공연을 계속 열어오면서 꾸준히 팬들로부터 호응을 받아왔다.
..

### 멤버들의 탈퇴와 해체

Still-A-Team 공연에서 멤버들과 함께 〈소중한 인연〉을 공연 중인 The Quiett. 이 날은 The Quiett이 소울컴퍼니에서 하는 마지막 공연이었다.

2010년 12월, Soul Company는 멤버 거의 전원이 참여한 디지털 싱글 Still a Team을 발표하였고, 연말 공연 "Still a Team"에 관해 '현존하는 소울컴퍼니 아티스트들이 마지막으로 함께 하는 소울컴퍼니쇼'라는 타이틀을 내걸어 이 의미에 대해 많은 이들이 궁금증을 가졌다. Soul Company 측은 이것은 '새로운 아티스트의 유입과 기존 아티스트의 독자적 활동'을 의미하며, 이에 따라 팬들은 Still a Team 싱글에 참여한 Minos가 새 멤버가 아니겠냐는 추측을 내놓았었다. 실제 공연에서는 새 멤버 영입 소식은 없었던 반면, 한동안 주축 멤버로 활동해온 The Quiett이 Soul Company를 탈퇴한다고 발표하여 많은 팬들의 아쉬움을 샀다. 이후 2011년 3월 마이노스가 새로운 멤버로 들어오며 이루펀트의 재결합을 알렸다.
곧이어 Loptimist까지 빠지면서 Soul Company의 위기가 찾아온 것이 아니냐는 의견들이 대두하였으나, Soul Company는 이런 위기를 타개하고자 활동에 박차를 가하였으며, 오랜만의 단체 앨범이었던 The Amazing Mixtape을 시작으로 이루펀트, Loquence, Crucial Star 등이 여러 작업물을 내놓았다. 그러나 9월 17일에는 화나와 DJ Wegun이 Soul Company로부터의 독립을 선언하면서 다시 팬들은 술렁거렸다. 그에 앞서, 9월 30일 8시 Soul Company에서 중대 발표가 있을 것이라는 뉴스가 있었다. 수많은 추측이 난무하는 가운데 결국 공개된 중대발표의 내용은 11월 27일 마지막 공연을 기점으로 소울컴퍼니가 해체한다는 사실이어서 팬들의 큰 아쉬움을 불러일으켰다. 해체의 이유에 대해서 Kebee는 아티스트들의 색깔이 많이 다르고 저마다 갈 길이 달라, 개개인의 역량을 담아내기에는 무리라고 판단했다고 언급하였다.

## 내부 프로젝트 팀

### 소울 컴퍼니 아티스트끼리
때로는 Soul Company의 아티스트끼리 따로 프로젝트 팀을 구성하기도 한다. 이것은 정식 팀은 아니라서 결성과 해체의 경계가 불분명하다.
- Bee Quiett - Kebee, The Quiett
- Masonic Trippers - Loquence, The Quiett
- 246 - The Quiett & Makesense
- Supa Dupa Duo - RHYME-A-, DJ Wegun
- B.O.D - RHYME-A-, Makesense & D.C.
- Eluphant - Kebee, Minos
- 최적화 - 화나, 칼날
- Syntax-Error - Creiz Rap'er, D.C

이 외에 Loptimist, Kebee & DJ Wegun과 RHYME-A- & Celma가 프로젝트 팀을 계획했었으나, 무산되었다.

### A-Class League
Eluphant를 시작으로 개시된 프로젝트로, Soul Company 아티스트와 외부의 아티스트가 프로젝트 팀을 이뤄 활동하는 것이다. 현재까진 단 두 팀만이 나와있다. 현재 이 프로젝트는 중단된 것으로 보이며 Eluphant는 2013년 현재 정식 팀으로 활동 중이다.
- Eluphant - Kebee, Minos
- P&Q - Paloalto, The Quiett

## 디스코그래피

### 단체 앨범
- 2004년 6월 10일 The Bangerz (2008년 12월 2일 재발매)
- 2005년 3월 4일 Official Bootleg Vol.1
- 2005년 11월 24일 The Bangerz: Instrumentals
- 2007년 2월 20일 Official Bootleg Vol.2
- 2007년 8월 ?일 Sampler
- 2008년 12월 16일 Soulful Christmas 2008
- 2009년 8월 21일 아에이오우 어!? pt.2 (디지털 싱글)
- 2010년 12월 16일 Still a Team (디지털 싱글)
- 2011년 4월 15일 Save the Air (디지털 싱글) 무료 배포
- 2011년 5월 18일 The Amazing Mixtape
- 2011년 11월 22일 The Best

### 멤버들 앨범
- 2004년 6월 10일 최적화 - Next Big Thingz (온라인)
- 2004년 7월 19일 Planet Black - Keep It Underground pt.2 (온라인)
- 2004년 8월 3일 Syntax-Error - 당신은 지금 어디쯤 와있습니까 (온라인)
- 2004년 8월 7일 Jerry.K - 일갈 EP (초판) (온라인) (2006년 10월 9일 재발매판으로 오프라인 발매)
- 2004년 8월 24일 Kebee - Evolutional Poems (2006년 11월 14일 "Remastered version"으로 재발매)
- 2005년 7월 28일 The Quiett - Music (2006년 11월 2일 "2006 Reissue Edition"으로 재발매)
- 2005년 9월 22일 Fana - Brainstorming
- 2006년 2월 3일 The Quiett - Q Train
- 2006년 11월 2일 The Quiett - Music Instrumentals
- 2006년 11월 28일 Fana - 그 날이 오면 (싱글)
- 2007년 5월 18일 Loquence - Crucial Moment
- 2007년 7월 24일 DJ Silent - Summer Madness (믹스테입)
- 2007년 10월 8일 Kebee - Poetree Syndrome
- 2007년 12월 13일 The Quiett - The Real Me
- 2008년 4월 7일 The Quiett - Back on the Beats vol.1 (믹스테입) (2008년 11월 4일 엽서와 함께 재발매)
- 2008년 4월 29일 Loptimist - Mind-Expander
- 2008년 7월 1일 Jerry.K - 마왕
- 2008년 9월 26일 Loquence - Walk in the Sky (디지털 싱글)
- 2008년 10월 22일 Mad Clown - Luv Sickness (디지털 싱글)
- 2008년 12월 20일 DJ Wegun - Atomic Anatomy (믹스테입)
- 2008년 12월 23일 Loptimist - Mind-Expander Instrumentals
- 2009년 1월 30일 The Quiett & Makesense - 246
- 2009년 2월 26일 Fana - Fanatic
- 2009년 5월 7일 Kebee - The Passage
- 2009년 7월 17일 The Quiett - Back On The Beats 0.5 (디지털 싱글)
- 2009년 9월 24일 RHYME-A- - K-Bonics (디지털 싱글)
- 2009년 11월 11일 RHYME-A - Hommage
- 2009년 11월 20일 DJ Wegun - School for Dummies
- 2010년 1월 28일 Mad Clown & Crucial Star - Mad Clown VS Crucial Star
- 2010년 2월 23일 The Quiett - Never Q.U.I.T.T. (디지털 싱글)
- 2010년 3월 11일 The Quiett - Quiet Storm: a Night Record
- 2010년 4월 17일 DJ Wegun - Groove for Buddies
- 2010년 4월 21일 RHYME-A- - 주선 온라인 OST - I Want U Back (디지털 싱글)
- 2010년 8월 3일 Loptimist - Love is Over (디지털 싱글)
- 2010년 8월 30일 Pento - Microsuit
- 2010년 10월 11일 Crucial Star - Catch Me If U Can (디지털 싱글)
- 2010년 10월 11일 DJ Wegun - Supa Dupa Duo (디지털 싱글)
- 2010년 10월 12일 Fana - Full Speed Ahead (디지털 싱글)
- 2010년 10월 12일 Vida Loca - Smoke (디지털 싱글)
- 2010년 10월 13일 Loquence - Put Your L in the Air (디지털 싱글)
- 2010년 10월 13일 D.C. - Someone Like You (디지털 싱글)
- 2010년 10월 14일 Pento - You Never Know (디지털 싱글)
- 2010년 10월 14일 RHYME-A- - Speak the Truth (디지털 싱글)
- 2011년 1월 3일 Loptimist - Amazing Gift Vol.1
- 2011년 1월 5일 Loptimist - Amazing Gift: Online Single Track (디지털 싱글)
- 2011년 1월 18일 Crucial Star - New Generation (디지털 싱글)
- 2011년 1월 27일 Crucial Star - A Star Goes Up
- 2011년 2월 1일 화나 - Harmony (디지털 싱글)
- 2011년 3월 11일 Crucial Star - Chocoholic - Rebirth (디지털 싱글)
- 2011년 3월 11일 Loptimist - Lilac
- 2011년 3월 11일 DJ Wegun - Soul Food Maker
- 2011년 4월 1일 Eluphant - Super Star (디지털 싱글)
- 2011년 4월 11일 Eluphant - She is Not Follwing You (디지털 싱글)
- 2011년 5월 3일 Eluphant - 여전히 아름답네요 (디지털 싱글)
- 2011년 6월 9일 Eluphant - Man on the Earth
- 2011년 6월 15일 RHYME-A- - 혼자라고 느낄 때 (디지털 싱글)
- 2011년 7월 12일 Crucial Star - 옷가게 (Can't Go Out) (디지털 싱글)
- 2011년 7월 21일 Vida Loca - She's There (디지털 싱글)
- 2011년 7월 29일 Loquence - The Black Band (믹스테입)
- 2011년 9월 16일 Crucial Star - Champagne (디지털 싱글)
- 2011년 11월 4일 Mad Clown - Anything Goes (EP)

### 그 외
- 2006년 3월 31일 Eluphant - Eluphant Bakery (2008년 12월 2일 재발매)
- 2006년 7월 24일 P&Q - Supremacy

### 외부 대행 판매
- 2006년 4월 13일 GLV - B.C. 2006: 내가 살던 곳 (싱글)
- 2006년 9월 4일 Brown Hood - The Gotham City
- 2007년 6월 25일 Homeboy Show - Beautiful Lady (싱글)
- 2009년 10월 22일 있다 - Re:POPS!
- 2010년 11월 22일 Celma - Hot Girl (싱글)

## 기타 활동

### 조용한 대화
조용한 대화는 Soul Company에서 자체적으로 진행·녹음·배포하는 인터넷 라디오 방송으로, 비정기적으로 이루어진다. 2009년 5월까지 35화의 방송이 이루어져 Soul Company 공식 홈페이지에 공개되었었으나, 현재는 홈페이지의 리뉴얼로 인해 과거의 방송들이 모두 지워진 상태이다. 진행은 Kebee와 The Quiett이 주로 맡으며, 길이는 4-50분 정도이다.
이후 2010년 3월, 조용한 대화 시즌 2가 시작되었으며, 비공개, 비정규 방송을 지향했던 시즌 1과 달리, 매주 홈페이지에서 실시간 스트리밍과 다시듣기 등의 방송이 이루어지고 있다. 방송은 Kebee와 The Quiett의 라디오 방송과 DJ Wegun의 라이브 믹싱 방송 "Fresh Avenue"로 이루어져있다. 2011년까지 방영되다가 폐지되었다.

### TBI Message
The Bangerz: Instrumentals 앨범 발매 당시에 하였던 것으로, The Bangerz의 앨범 수록 MR들에 다른 MC들이 랩을 녹음한 것이었다. 2005년 11월 21일부터 30일까지 The Quiett, RHYME-A-, Simon Dominic, Rama 등 총 16명의 뮤지션이 참여하였으며, 이후 응모를 받아 상페, Rimi, Lastarr, Theo 등 4명의 뮤지션이 더 참여하였다. 현재는 정식 공개가 종료된 상태이다.

## 이름
Soul Company는 "영혼이 담긴 음악을 하겠다"라는 의미에서 지어진 이름이다. 하지만 이름을 처음 지을 때는 '소울'(疏鬱), 즉 '막힌 길을 튼다'라는 의미로 지어진 것이며, 영어 스펠링이 후에 따라온 것이다.

## 비판
Soul Company는 공감대를 사는 편안한 내용과 개성적이고 탄탄한 실력의 뮤지션들로 명실상부 언더그라운드 최고의 인기를 누리는 레이블이나, 그에 반한 비판도 만만치 않다.
이들의 의견은 주로 Soul Company의 음악이 "얄팍하다"라는 것으로 귀결된다. 다시 말해, 1세대 힙합 뮤지션이 아무것도 없는 상태에서 미약하나마 무언가를 이룬 반면, 최근 언더들은 그렇게 이뤄진 것만을 바라보고 달리며 그 너머를 꾀하지 않는데, 이러한 풍조를 굳히게 한 것이 Soul Company라는 것이다. 결론적으로 Soul Company는, 인기에 편향하는 '듣기 쉬운' 음악만을 들려주며, 정작 2차적으로 보일 수 있어도 중요한 사운드의 질감이나 믹싱, 마스터링 등에는 신경을 쓰지 않는다는 주장이다.
한편으로, 뮤지션들 개개인으로 볼 때, 특히 The Quiett에게 비판의 화살이 많이 향하는 편인데, 첫째로 그의 랩실력의 부족이 도마 위에 올랐고, 둘째로 그의 프로듀싱이 멋져보여도 실은 운좋게 좋은 샘플을 찾아내서 만든 "통샘플"에 지나지 않는다는 의견들이 있다. 이런 의견은 특히나, Official Bootleg vol.2에서 Mad Clown이 했던 곡 Mad Clown이, AZ의 곡 Seems that Way와 거의 비슷한 멜로디 라인을 따라간다는 것이 발견되었을 때 극에 달하였다. 이즈음에 Loptimist는 자신의 싸이월드 미니홈피에 자신이 비트메이킹할 때 어떤 생각과 과정을 거치는지 글을 써, 이것이 The Quiett를 겨냥한 글이 아니냐는 소문이 퍼지기도 하였다 (이런 논란 때문에 Loptimist의 영입은 더욱 화제가 되었다).
Soul Company 내에서 많은 시도와 콜라보를 하고, 여러 면으로 발전을 거듭하고 있어 이런 비판은 갈수록 줄어드는 추세이나, 여전히 몇몇 사람들, 특히 SALON 01 등 진보적인 음악을 좋아하는 이들로부터 Soul Company는 좋지 못한 시선을 받고 있다.